# أسفل جحل (حالمين)

تعديل مصدري - تعديل

اسفل جحل هي إحدى قرى عزلة حبيل الريدة بمديرية حالمين التابعة لمحافظة لحج، بلغ تعداد سكانها 144 نسمة حسب تعداد اليمن لعام 2004.